# 中山門駅
中山門駅（ちゅうざんもん-えき）は中華人民共和国天津市河東区に位置する天津地下鉄9号線の駅。

## 駅構造
- 相対式ホーム2面2線の高架駅。ホームは3階、改札口は2階にある。

| ホーム (3F) | 相対式ホーム             |
| ホーム (3F) | ←■9号線 天津駅方面       |
| ホーム (3F) | ■9号線 泰達・東海路方面→ |
| ホーム (3F) | 相対式ホーム             |

## 歴史
- 2004年3月28日 - 開業。

## 隣の駅
- ■9号線

東興路駅 - 中山門駅 - 一号橋駅
座標: 北緯39度05分59秒 東経117度15分29秒 / 北緯39.0998度 東経117.2581度